# موراي كرافين
موراي كرافين هو لاعب هوكي الجليد كندي، ولد في 20 يوليو 1964 في مدسين هات في كندا.

## وصلات خارجية
- موراي كرافين على موقع دوري الهوكي الوطني (الإنجليزية)
- موراي كرافين على موقع قاعة مشاهير الهوكي (لاعب أن.إتش.أل) (الإنجليزية)
- موراي كرافين على موقع EliteProspects.com (الإنجليزية)
- موراي كرافين على موقع HockeyDB.com (الإنجليزية)
- موراي كرافين على موقع Hockey-Reference.com (الإنجليزية)